# Jamba (Huíla)
Jamba è un municipio dell'Angola appartenente alla provincia di Huíla. Ha 50.047 abitanti (stima del 2006).